# Парк Перемоги (Молодечно)
Парк Перемоги (біл. Парк Перамогі) — парк в місті Молодечно Мінської області Білорусі. Найбільший парк міста. Розташований у центральній частині Молодечно, поряд із Центральною площею на території історичної місцевості Геляново. Парк обмежений вулицями Великий Гостинець, Машерова, Чкалова та Богдана Хмельницького. Площа парку — 45 гектарів.

## Історія парку
Постановою від 17 жовтня 1945 року вирішено було закласти у Молодечно парк і віділити під нього територію в 45 гектарів. Таким чином, парк став другим за розмірами парком у Білорусі, поступаючись тільки парку Перемоги в Мінську. Парк був закладений у квітні 1946 року на честь перемоги в Другій світовій війні над нацистською Німеччиною.
У грудні 1982 року в парку відкрився меморіальний комплекс на честь тих, хто визволив Молодечно від німецько-фашиських загарбників (скульптори І. М. Глібов та А. М. Заспицький, Ю. І. Козаков та Ю. Б. Беланович).
У подальші роки в парку був встановлений ще ряд монументів: пам'ятний знак Героям Радянського Союзу (2010 р.), пам'ятний знак Воїнам-інтернаціоналістам (2010 р.), меморіальний знак «Мученикам за незалежність» (1990 р.), меморіальна дошка в пам'ять про закладання алеї на честь 75-річчя УВД Мінського обласного виконавчого комітету (2014 р.).
Парк Перемоги реконструйований у 2011 році до Республіканського фестивалю-ярмарку робітників села «Дожинки», який проводився у Молодечно. У парку з'явилися дві штучні водойми та фонтани із різнобарвною підсвіткою.

## Сучасний стан
Наразі парк Перемоги є місцем проведення свят, народних гулянь, фестивалів та спортивних змагань. У парку також є дві кав'ярні, місця для гри у пляжний волейбол, зона із атракціонами тощо.